# 收割炸弹
《收割炸弹》是由澳大利亚导演基姆·默多恩特和制片人希尔维亚·威尔琴茨基联合创作的一部纪录片。纪录片反映出老挝的战后创伤。一名澳大利亚炸弹处理专家培训当地人排除炸弹的技巧，并告诫村民，特别是儿童不要触碰炸弹并且远离危险的区域。同时教导当地村民将寻找到的炸弹将其作为废金属再利用。
在越南战争中，老挝成为美军轰炸行动中最主要的目标之一，这使老挝成为历史上被轰炸次数最多的国家。从1964年到1973年，总共200多万吨炸弹被投掷到老挝境内，其中包括26万枚集束炸弹，估计有30%的炸弹并没有发生爆炸。未爆炸弹药（UXO）在战后持续对当地居民造成死伤，并严重使当地的土地无法被人为耕种和利用。未爆炸弹药是造成老挝国家发展缓慢和贫困的一个关键因素。
《收割炸弹》讲述了三代人如何处理空袭后的遗留炸弹问题，并描写了那些试图清理残余炸弹的排弹人的勇气。
摄制组花了两个月的时间与地雷顾问团的炸弹处理小组一起排除了老挝以前仍未清理过的地区的炸弹。 这部电影在2007年悉尼电影节首映，并在2008年艺术家电影节上获得了儿童倡导奖。

## 参阅
- 集束彈藥公約
- 国际反地雷组织
- 老挝历史
- 查爾平原